# Kahovszkaja
A Kahovszkaja (oroszul: Кахо́вская ли́ния) a moszkvai metró legrövidebb vonala, mindössze 3 megállója van. Ugyancsak ez az egyetlen vonal, melyről nem lehet közvetlenül átszállni a Körvonalra. Az állomások eredetileg a Zamoszkvoreckaja vonalhoz tartoztak, a Kahovszkaja vonalat magát 1995-ben üzemelték be. Hat kocsiból álló, 81–717/714 típusú szerelvények közlekednek rajta. A vonal számjelzése 11A, színe türkiz. Távlatilag a nagy körgyűrű (Bolsaja kolcevaja, Большая кольцевая линия) vonalának része lesz.

## Szakaszok átadása
| Szakaszok                   | Átadás              | Hossz    |
| --------------------------- | ------------------- | -------- |
| Avtozavodszkaja-Kahovszkaja | 1969. augusztus 11. | 9,5 km   |
| Önálló vonallá alakítás     | 1995. november 20.  | - 6,1 km |
| Összesen:                   | 3 állomás           | 3,3 km   |

## Képek

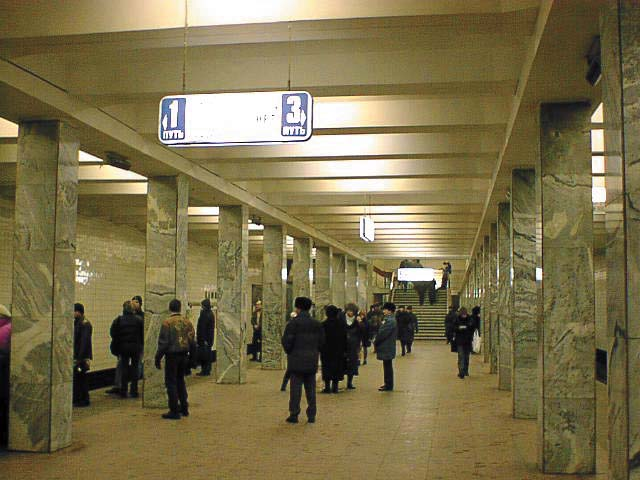
Kasirszkaja állomás
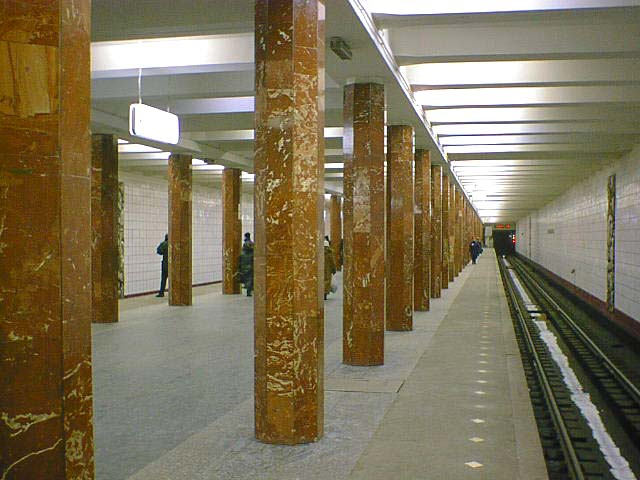
Kahovszkaja állomás